# Quella sporca dozzina - Missione nei Balcani
Quella sporca dozzina - Missione nei Balcani (The Dirty Dozen: The Fatal Mission) è un film per la televisione statunitense del 1988 diretto da Lee H. Katzin. Fu coprodotto insieme all'italiana RAI e alla croata Jadran Film. Il film è conosciuto in Italia anche con il titolo La sporca dozzina: Missione fatale. È l'ultimo dei tre seguiti televisivi di Quella sporca dozzina.
È un film di guerra ambientato durante la seconda guerra mondiale con protagonisti Telly Savalas (che riprende il ruolo del maggiore Wright, personaggio presente in Quella sporca dozzina - Missione mortale), Ernest Borgnine (nel ruolo di Sam Worden, l'unico personaggio ad essere comparso in tutti e quattro i film della serie), Hunt Block e Erik Estrada.

## Produzione
Il film, diretto da Lee H. Katzin su una sceneggiatura di Mark Rodgers, Nunnally Johnson e Lukas Heller, fu prodotto da Mel Swope per Jadran Film, Radiotelevisione Italiana e MGM Television e girato a Zagabria.

## Distribuzione
Il film fu trasmesso negli Stati Uniti il 14 febbraio 1988 sulla rete televisiva NBC.
Alcune delle uscite internazionali sono state:
- in Germania Ovest nel febbraio del 1989 (in anteprima) (Das dreckige Dutzend - The Fatal Mission)
- in Francia (Les Douze salopards - Mission fatale)
- in Finlandia (Likainen tusina 4)
- in Venezuela (Los doce del patíbulo: La última misión)
- in Ungheria (Piszkos tizenkettő - Végzetes küldetés)
- in Svezia (Tolv fördömda män 4)
- in Italia (Quella sporca dozzina - Missione nei Balcani)

## Critica
Secondo il Morandini il film è "trucido senza novità".

## Prequel
Quella sporca dozzina - Missione nei Balcani è il quarto di una serie di film originati da Quella sporca dozzina ed era stato già preceduto da altri due film per la televisione: Quella sporca dozzina II (The Dirty Dozen: Next Mission) del 1985 e Quella sporca dozzina - Missione mortale (The Dirty Dozen: The Deadly Mission) del 1987.